# آون کی گاریوت
آون کی گاریوت (به انگلیسی: Owen K. Garriott) فضانورد اهل کشور ایالات متحده آمریکا است که در ۲۲ نوامبر ۱۹۳۰ میلادی در اینید، اکلاهما زاده شد. وی در مأموریت اسکای‌لب ۳، اس‌تی‌اس-۹ حضور داشته است. وی در ۱۵ آوریل ۲۰۱۹ درگذشت.